# Roger Loewig
Roger Loewig (ur. 5 września 1930 w Strzegomiu, zm. 4 listopada 1997 w Berlinie) – niemiecki malarz, grafik i pisarz.
Po opuszczeniu Dolnego Śląska pracował w rolnictwie i leśnictwie na Łużycach. W 1951 roku rozpoczął dwuletni kurs dla nowych nauczycieli tzw. Neulehrer, który polegał na reedukacji. Po jego ukończeniu w 1953 Loewig rozpoczął pracę w Berlinie Wschodnim w charakterze nauczyciela historii Niemiec i Związku Radzieckiego. W wolnym czasie malował i pisał. W 1963 po raz pierwszy wystawił swoje obrazy. Wystawa wywołała skandal polityczny – uznano, że jest wywrotowa i podżega do zmiany ustroju, propagując kapitalizm. Roger Loewig został postawiony przed sądem i osadzony na rok w zakładzie karnym, jako więzień polityczny. Po zwolnieniu z aresztu odebrano mu uprawnienia do wykonywania zawodu nauczyciela, został zatem niezależnym twórcą i zamieszkał w Bad Belzig. W 1972 roku udało mu się przenieść do Berlina Zachodniego, zamieszkał w dzielnicy Märkisches Viertel. W 1992 jego obrazy wzięły udział w pierwszej zbiorowej wystawie malarstwa niemieckiego, która miała miejsce w Auschwitz-Birkenau. Pięć lat później, w październiku 1997, w uznaniu całokształtu działalności artystycznej został odznaczony Orderem Zasługi Republiki Federalnej Niemiec. 6 czerwca 2009 roku w Bad Belzig otwarto Schweitzerhaus – muzeum urządzone w domu, gdzie mieszkał Roger Loewig przed przeprowadzką do Berlina Zachodniego.